# Johan Walem
Johan Walem (1 de Fevereiro de 1972) é um ex-futebolista belga que atuava como meia.

## Prêmios

### Títulos
- Jupiler League - 1993, 1994, 1995
- Copa da Bélgica - 1994

### Prêmios Individuais
- Jogador novato do ano na Bélgica - 1992